# Ian Gorst

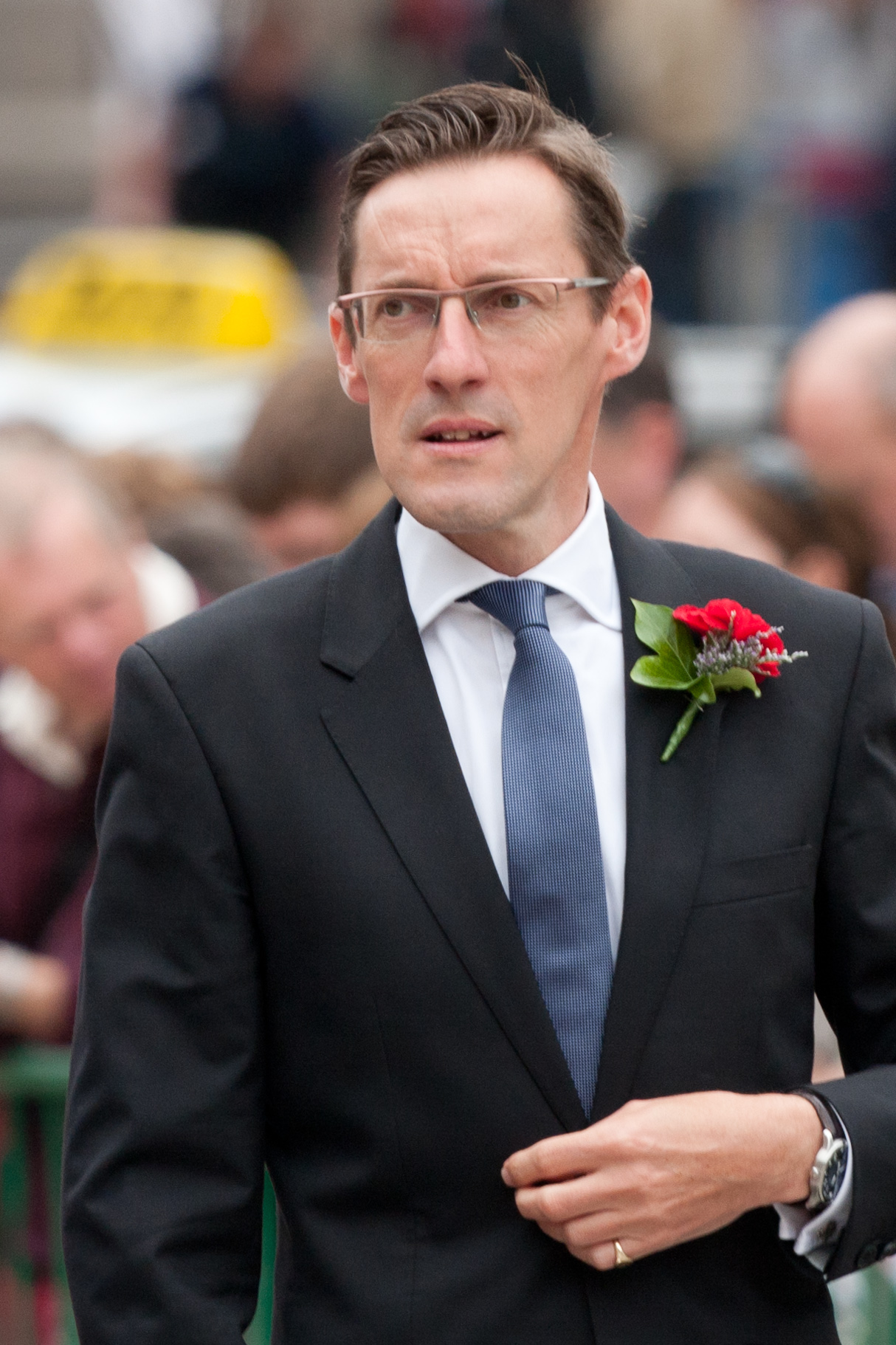
Ian Gorst (2012)

Ian Joseph Gorst ist ein britischer Politiker, der von 2011 bis 2018 Chief Minister von Jersey war. Seit 2018 ist er Außenminister von Jersey.

## Leben
Gorst war nach dem Schulbesuch als Versicherungsmakler, Bankmanager und Buchhalter tätig. Am 5. Dezember 2005 wurde er erstmals zum Abgeordneten der States of Jersey gewählt und vertrat in diesen nach seiner Wiederwahl 2008 bis 2011 den Wahlkreis St Clement. Bei den Wahlen 2011 wurde er als Senator in die States of Jersey gewählt und gehörte diesen seit seiner Wiederwahl 2014 seither an. Unmittelbar nach seiner Wahl wurde er Vizeminister im Amt des Chief Minister Frank Walker (Assistant Minister in the Chief Minister’s Department) und danach im Juli 2007 Vizeminister im Ministerium für Schatz und Ressourcen (Assistant Minister to the Minister for Treasury and Resources). In der Regierung von Chief Minister Terry Le Sueur bekleidete er von Dezember 2008 bis November 2011 das Amt als Minister für Beschäftigung und soziale Sicherheit (Minister for Employment and Social Security).
Am 18. November 2011 wurde Gorst Nachfolger von Terry Le Sueur als Chief Minister von Jersey. Zuvor konnte er sich am 14. November 2011 bei der Wahl in den States of Jersey knapp mit 27 zu 24 Stimmen gegen Philip Bailhache durchsetzen. Am 3. November 2014 wurde er von den States als Chief Minister wiedergewählt.